# Haubendell
Haubendell ist ein Weiler der Ortsgemeinde Karlshausen im Eifelkreis Bitburg-Prüm in Rheinland-Pfalz.

## Geographische Lage
Haubendell liegt rund 2 km nördlich des Hauptortes Karlshausen am Rande einer Hochebene. Der Weiler ist von landwirtschaftlichen Nutzflächen im Osten und mehreren Waldgebieten umgeben. Westlich und nördlich von Haubendell fließt der Wurmichtbach. Im Norden grenzt der die Ansiedlung an Berensrech, einen Weiler der Ortsgemeinde Jucken.

## Geschichte
Die genaue Entstehungsgeschichte des Weilers ist unbekannt. Als gesichert gilt jedoch, dass Haubendell bereits um 1840 zusammen mit den Weilern Wolperdorf und Juckerstraße sowie dem Wohnplatz Karlshauser Mühle existierte.

## Naherholung
In der Nähe von Haubendell verläuft der Wanderweg 14 des Naturpark Südeifel. Es handelt sich um einen Rundwanderweg mit einer Länge von rund 7,6 km. Highlights am Weg sind mehrere Fernaussichtspunkte sowie das Tal des Wurmichtbaches in der Nähe von Falkenauel (Gemeinde Daleiden).

## Verkehr
Es existiert eine regelmäßige Busverbindung ab Juckerstraße.
Haubendell ist ein Sackgassendorf und ist lediglich durch drei kleinere Gemeindestraßen erschlossen. Direkt östlich des Weilers verläuft die Landesstraße 13 von Karlshausen in Richtung Jucken.